# Successione di Lucas
La successione di Lucas prende il nome dal matematico francese Édouard Lucas  (1842 – 1891) che la ideò e ne studiò le proprietà.
In matematica, la successione di Lucas, indicata con {\displaystyle L_{n}} è una successione di numeri interi positivi in cui ciascun numero è la somma dei due precedenti e i primi due termini della successione sono, per definizione, {\displaystyle L_{0}=2} e {\displaystyle L_{1}=1}. Questa successione ha quindi una definizione ricorsiva secondo la regola:
{\displaystyle L_{0}=2,}
{\displaystyle L_{1}=1,}
{\displaystyle L_{n}=L_{n-1}+L_{n-2}} (per ogni n>1)
Gli elementi {\displaystyle L_{n}} sono anche detti numeri di Lucas.
Pertanto i primi quindici termini della successione di Lucas sono: {\displaystyle \{2,1,3,4,7,11,18,29,47,76,123,199,322,521,843\dots \}.}
La successione di Lucas ha la stessa relazione ricorsiva della successione di Fibonacci, dove ogni termine è la somma dei due termini precedenti, ma con valori iniziali diversi. Questo produce una successione in cui i rapporti dei termini successivi si avvicinano al rapporto aureo, e in effetti i termini stessi sono un arrotondamento di potenze intere del rapporto aureo. La successione ha anche una varietà di relazioni con i numeri di Fibonacci, come il fatto che la somma di due numeri a due posizioni di distanza nella successione di Fibonacci dia per risultato il numero di Lucas in mezzo.

## Proprietà principale
Il rapporto {\displaystyle {\frac {L_{n}}{L_{n-1}}}}, per {\displaystyle n} tendente all'infinito, tende al numero algebrico irrazionale {\displaystyle \phi } chiamato sezione aurea o numero di Fidia. In termini matematici:

{\displaystyle \lim _{n\to \infty }{L_{n} \over L_{n-1}}=\,\phi }

dove

{\displaystyle \,\phi ={1+{\sqrt {5}} \over 2}=1{,}6180339887\dots }
Non è noto se i numeri primi che sono anche numeri di Lucas siano o meno infiniti, ma si può dimostrare che ogni numero primo divide almeno uno, e di conseguenza infiniti, numeri di Lucas.